# 롱가니사
롱가니사(스페인어: longaniza)는 스페인의 소시지이다. 다진 쇠고기와 돼지고기로 만든 엠부티도의 하나이며, 스페인어권 아메리카와 필리핀 등 옛 스페인 식민지 지역에서도 흔히 볼 수 있다.

## 지역별 롱가니사

### 스페인
스페인에서는 롱가니사가 살치촌과 비슷한 소시지이다. 두 소시지 모두 초리소와는 달리 파프리카가루 대신 후춧가루를 넣어 만들며, 육두구 같은 향신료들이 사용된다.
- 발렌시아: 발렌시아어로는 "룡가니사(llonganissa)"라 불린다. 아라곤식 롱가니사나 카탈루냐식 보티파라와 비슷하지만, 크기가 더 작고 끈으로 묶어 만든다. 아니스를 넣어 맛을 내는 경우가 많으며, 부활절에 먹는 룡가니사 데 파스콰가 유명다.
- 아라곤: 돼지고기로 만든 롱가니사를 먹는다. 발굽 모양이 특징이며, 좋은 품질로 이름이 나 있다. 특히 우에스카도 그라우스와 비네파르에서 만든 롱가니사가 유명하며, 사라고사도 푸엔테스데에브로 지역에서 롱가니사는 우에보스 알 살모레호를 만드는 데 쓰인다.
- 카탈루냐: 카탈루냐어로는 "룡가니사(llonganissa)"라 불린다. 푸에트, 에스페테크 등 다른 카탈루냐식 소시지들과 마찬가지로 염지한 돼지고기로 만들며, 부드러운 상태로 먹거나 말려서 오래 저장하기도 한다. 룡가니사는 세칼료나보다 짧고 굵다.

### 이스파노아메리카
- 도미니카 공화국: 도미니카 공화국의 롱가니사는 쓴귤(또는 라임)즙을 넣어 만들며, 케이싱으로는 돼지 창자를 쓰고, 햇볕 아래서 염지시킨다.
- 멕시코: 멕시코의 롱가니사는 이 지역의 초리소보다 더 길고 매운 맛이 더 강하다. 돼지고기와 쇠고기로 만드는 경우가 많다.
- 베네수엘라: 베네수엘라 전역에서 롱가니사를 흔히 먹는 것은 아니지만, 라라주의 사나레에서는 아레파 소로 초리소 대신 롱가니사가 사용되는 경우가 많다.
- 아르헨티나·우루과이: 아르헨티나와 우루과이에서 롱가니사는 길다란 염지 돼지고기 소시지이며, 아니스를 넣어 만든다. 샌드위치 소로도 흔히 쓰이며, 대표적인 피카다 재료이기도 하다.
- 칠레·페루: 칠레와 페루에서는 초리판 재료로 초리소 대신 롱가니사를 쓰는 경우가 많다. 치얀 지역의 롱가니사가 유명하며, 이 지역 축구 팀인 뉴블렌세의 별명이 "기계식 롱가니사(longaniza mecánica)"이기도 하다.
- 콜롬비아: 보야카 지역의 롱가니사가 유명하다. 특히 두이타마에서는 "붉은 롱가니사"라는 뜻의 롱가니사 로하를 즐겨 먹는다.
- 푸에르토리코:푸에르토리코의 롱가니사는 돼지고기로 만드는 경우가 많지만 닭고기나 칠면조고기로 만들기도 한다. 안나토를 넣어 붉은 색을 내며, 주로 쌀밥과 먹는다.

### 필리핀
필리핀에서는 "롱가니사(longganisa)"가 쇠고기나 돼지고기, 닭고기 드으로 만든 여러 가지 소시지를 일컫는 말이다. 붉은색이나 노란색, 주황색 등을 띠는 경우가 많으며, 팜팡가, 세부, 비간, 알라미노스 등 여러 지역에서 고유한 롱가니사가 발달했다.

## 사진

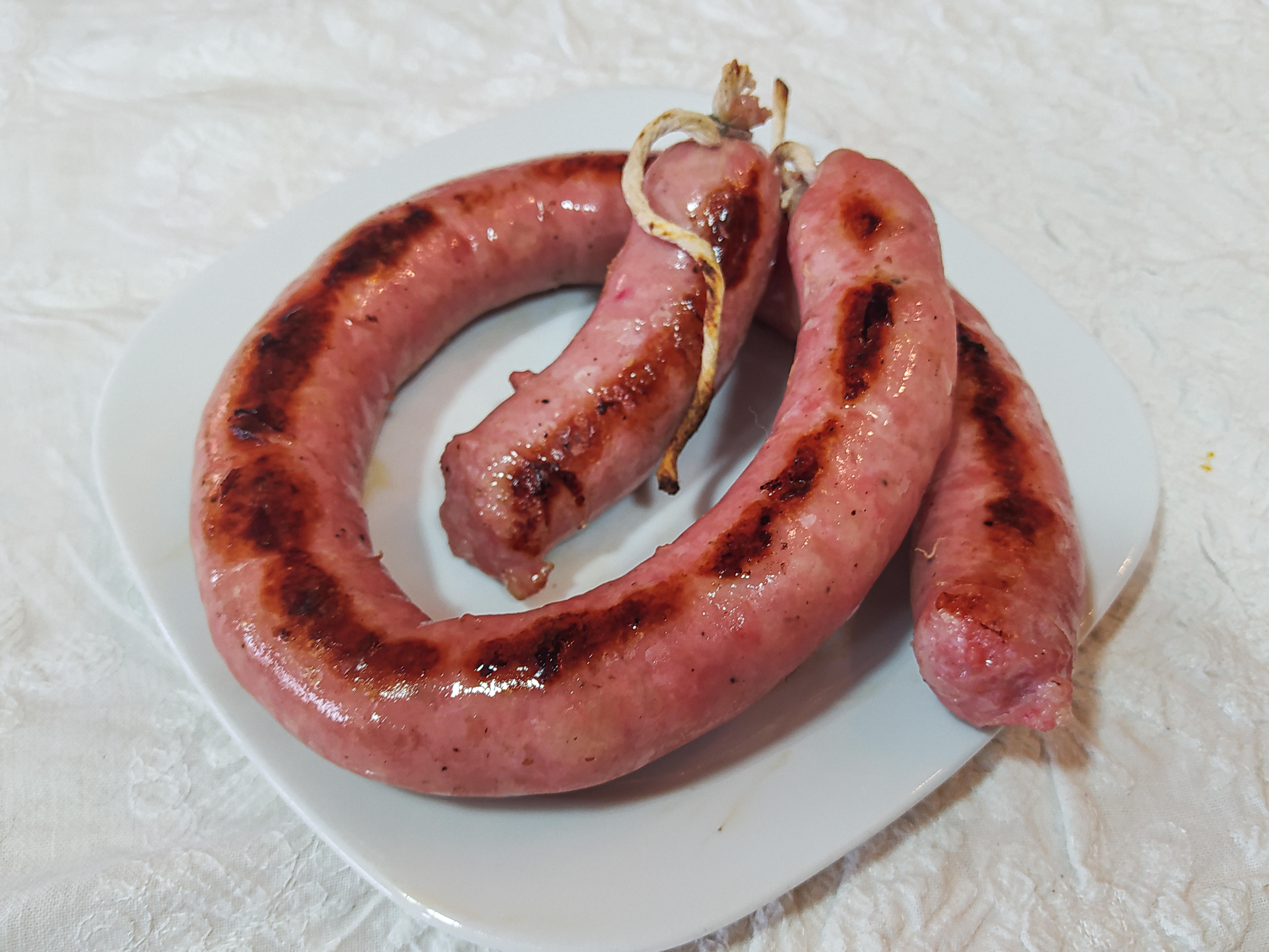
그라우스 롱가니사
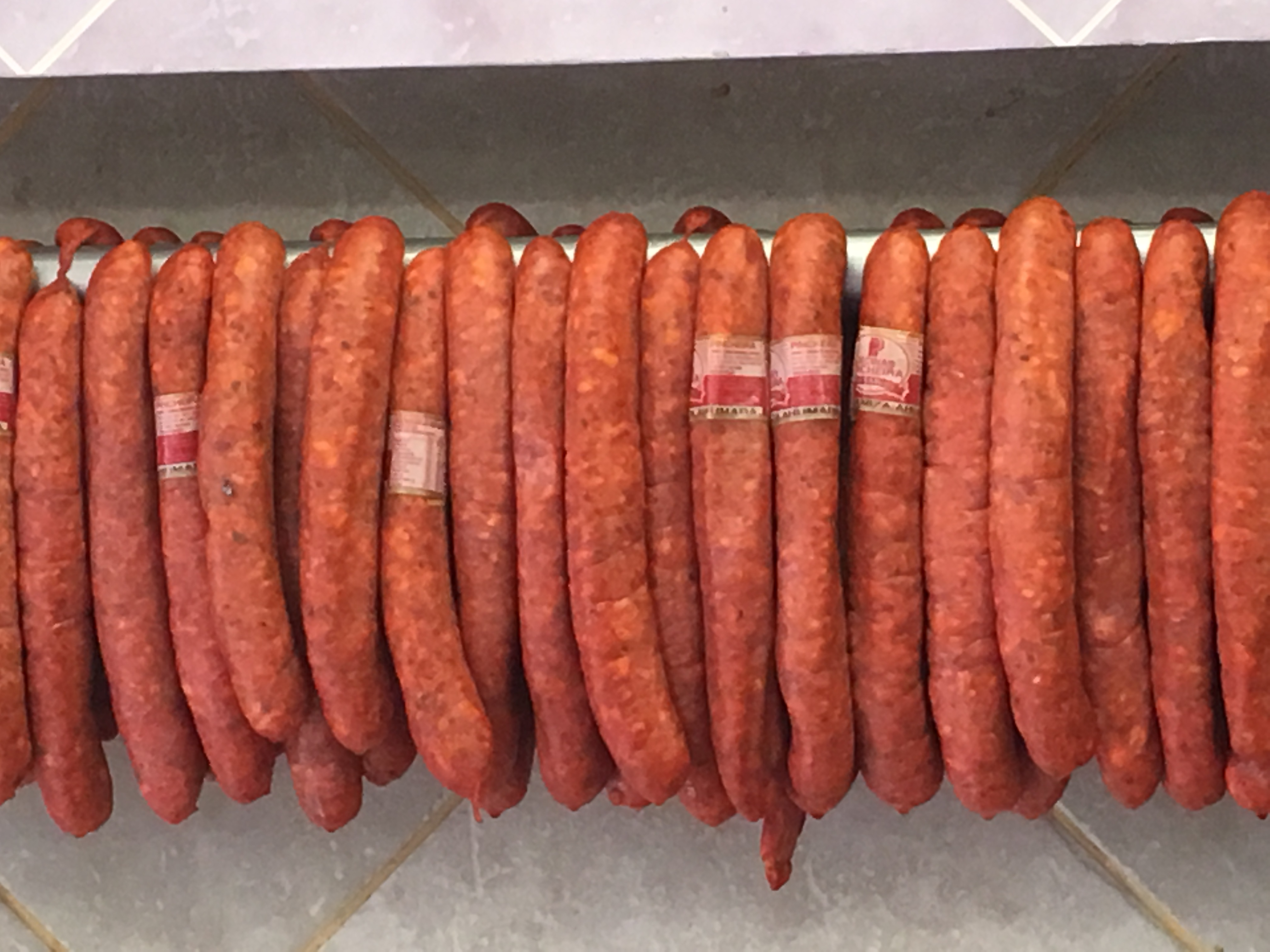
칠레의 롱가니사

## 같이 보기
- 링구이사
- 살치촌
- 초리소